# JA-SSニッポン全国寄り道マップ
JA-SSニッポン全国寄り道マップ（ ジェイエーエスエス ニッポンぜんこくよりみちマップ）は、2004年10月よりナイターシーズンオフに放送していたニッポン放送・NRN系列のラジオ番組。月曜日から金曜日の19時10分から19時20分に放送していた。提供はJA-SS。日本全国からのニュースを紹介する「日本全国寄り道ニュース」と、全国のJA-SSのメンバーが毎回出演し、ご当地情報やキャンペーン情報を紹介するコーナーを編成していた。
東海ラジオ、毎日放送、九州朝日放送の3局はニッポン放送からの裏送りオンエアで、それ以外の局は『ショウアップナイターストライク!』（2005年ナイターオフから「松本ひでおのショウアップナイターストライク!」）に内包していた。またJA-SSのない北海道（STVラジオ）では放送されなかった（北海道はホクレン系がガソリンスタンド事業を行っている）。

## ネット局
- ニッポン放送
- 青森放送
- 秋田放送
- IBC岩手放送
- 山形放送
- 東北放送
- ラジオ福島
- 栃木放送
- 茨城放送
- 新潟放送
- 信越放送
- 山梨放送
- 静岡放送
- 北日本放送
- 北陸放送
- 福井放送
- KBS京都
- 和歌山放送
- 山陽放送
- 山陰放送
- 中国放送
- 山口放送
- 四国放送
- 西日本放送
- 南海放送
- 高知放送
- 長崎放送
- 大分放送
- 宮崎放送
- 熊本放送
- 南日本放送
- ラジオ沖縄 以上月 - 金19:10 - 19:20

### 裏送りネット
- 東海ラジオ （10月 - 12月）月 - 金、（翌年1月 - 3月）金曜19:20 - 19:30（「2COOL!」内）
- 毎日放送 （10月 - 12月）月 - 金、（翌年1月 - 3月）金曜19:10 - 19:20（「茶屋町音楽アワー」内）
- 九州朝日放送 （10月 - 12月）月 - 金、（翌年1月 - 3月）金曜19:10 - 19:20（「もう夜なのか」内）

## 前身・後身番組
番組には前身としてトヨタ自動車提供の『トヨタアフター7 〜コレでつかめ!〜』（当時の『ナイターニュース』枠内でオンエア）があった。ちなみに実質上の後身番組は東京海上日動提供の『ワンダフルデイズ〜あなたがいるから〜』（『ショウアップナイターバッテリー』枠内の箱番組）。